# Sierra Leona en los Juegos Olímpicos de Pekín 2008
Sierra Leona estuvo representada en los Juegos Olímpicos de Pekín 2008 por tres deportistas, dos hombres y una mujer, que compitieron en dos deportes.
El portador de la bandera en la ceremonia de apertura fue el atleta Solomon Bayoh. El equipo olímpico sierraleonés no obtuvo ninguna medalla en estos Juegos.